# Lotar II. Lotarinški
Lotar II. Lotarinški (835. – 8. kolovoza 869.) je bio kralj Lotargije od 855. do 869. Drugi je sin kralja Lotara I. i Ermengarde Turške. 
Nakon što je umro Lotar I., naslijedio je lotarinško kraljevsko prijestolje. Lotarov stariji brat Ludvig II. je dobio sjevernu Italiju i carski naslov, a mlađi brat Karlo Provansalski dobiva Burgundiju i Provansu. Smrću potonjeg 863. godine Lotar II. pripojio je neke krajeve južno od gorja Jure.
Lotar II. je dugo vremena pokušavao rastaviti se od prve supruge Teutberge, kćeri Bozona Starijeg iz dinastije Bozonida. U tome je tražio potporu rođaka Karla Ćelavog i Ludviga Njemačkog. Osim svjetovnih vladara, napore je uložio kod mjesnih biskupa. Na kraju je predao neke krajeve bratu Ludvigu II. te se nekako uspio rastaviti 862. godine. Francuski biskupi na sinodi su to potvrdili 863. godine. No, supruga mu je pobjegla kod Karla Ćelavog, a onda je papa Nikola I. još poništio odluku crkvenog sinoda. Napad na Rim bio je bez rezultata. Na to mu je papa 865. zaprijetio da će ga ekskomunicirati, dok su Karlo Ćelavi i Ludvig se bavili time kako podijeliti Lotaringiju. Zbog svega toga bio je prisiljen prihvatiti nazad prvu suprugu. Potom je ona se htjela rastaviti, na što je Lotar pošao novog pape. Umro je 8. kolovoza 869. godine kad se vraćao od posjeta papi. Imao je sina Huga, no Karlo Ćelavi i Ludvig Njemački proglasili su ga nezakonitim. Nakon što je umro Lotar II., Meerssenskim ugovorom 870. je podijeljeno središnje kraljevstvo Srednje Franačke odnosno središnja Frankonija je podijeljena između dviju strana, dok je podjela Frizije bila samo formalna, jer njome nisu vladali, nego Vikinzi. Lotaringiju su podijelili Karlo Ćelavi i Ludvig Njemački. 
Lotar II. je imao ovu nezakonitu djecu:
- Huga
- Gizelu (865. – 908.), suprugu Gotfrida, vojvode Frizije
- Berthu ( oko 863. – 925.), supruga Teobalda Arleskog, brata Theutberga, te poslije Adalberta II. Toskanskog
- Irmengarda (u. 90?.)

Na mjestu lotarškog prijestolja naslijedio ga je Sventibald Lotarinški, nezakoniti sin karolinškog svetog rimskog cara Arnulfa Karantanskog. Sventibalda je Katolička Crkva poslije njegove smrti proglasila svecem i mučenikom.